# Сусуманьєло

Червоне вино з винограду сусуманьєло

Сусуманьєло (італ. «Susumaniello») — італійський автохтонний сорт винограду з регіону Апулія. Назва сорту походить від «somarello», що означає «віслюк», імовірно тому, що, як і віслюки, які колись використовувалися для транспортування врожаю винограду, цей сорт здатний витримувати навантаження високого врожаю. 

## Історія
Існує кілька теорій про походження сусуманьєло, більшість з яких припускає, що він потрапив до Апулії через Адріатику, можливо з Греції чи далматського узбережжя сучасної Хорватії. Профілювання ДНК показує, що сорт є природним схрещуванням якогось місцевого сорту Апулії та білого винного винограду гарганега.

## Географія сорту
Сорт вирощується на півострові Салентина в провінції Бриндізі. Є одним з самих рідкісних сортів винограду у світі.

## Характеристики сорту

### Ботанічний опис
Пагін — верхівка опушена, зелена з карміновим краєм. Верхівкові листочки (1-3-й): чашоподібні, світло-зелені. Вісь пагона вигнута. Вусики середньої довжини й товщини, світло-зелені, роздвоєні. Формула 0-1-2-0. Суцвіття середнього розміру, подовженої форми, просте або складне. Квітка двостатева. Лист середнього розміру, п'ятикутної форми, п'ятилопатевий. Верхня сторона пляшково-зелена, гладенька, блискуча. Нижня сторона світло-зелена, край опушений. Черешок світло-зелений з рожевими відтінками, середньої товщини, короткий, поперечний розріз з не дуже вираженим каналом. Осінній колір листя — жовтий.
Технічно стигле гроно середнього розміру, щільне, простої витягнутої або пірамідальної форми. Довжина — 18-19 см. Квітконос виражений і здерев'янілий до першої гілки.
Ягода середнього розміру (14-15 мм), сферичної форми. Правильний (круглий) поперечний переріз, дуже забарвлена шкірка, сильно темна, синя, середньої товщини. М'якоть м'яка, безбарвна, смак нейтральний. Плодоніжка коротка, зеленого кольору, від ягоди відокремлюється погано. Середня кількість виноградних кісточок — 2 на ягоду. Вони великі, грушоподібної форми з коротким і товстим «дзьобом».

### Агротехнічні особливості
Цвітіння приблизно від 23 травня до 7 червня. Зупинка росту пагонів — кінець серпня — початок вересня. Дозрівання винограду — перша та друга декада вересня. Опадання листя — перші два тижні листопада. Урожайність рясна в молодому віці (70 ц/га, за десять років знижується до 50 ц/га).

## Синоніми
Сусуманьєло має кілька інших місцевих назв: італ. Somarello nero, Zuzomaniello, Susomaniello або італ. Susomariello nero, Cozzomaniello, Grismaniello, Uva nera, Cuccipaniello, Zingariello.

## Характеристики вина
Сусуманьєло зазвичай використовується для виготовлення купажованих вин з іншими місцевими сортами (негроамаро, мальвазія нера). Іноді виробляють моносортові червоні та рожеві вина. Смак вина сухий, збалансований, не надто алкогольний, не надто насичений. Колір інтенсивний, з червоною піною. Аромат ягід та темних фруктів, іноді з нотами спецій та ванілі.